# Ciénega de Santa Clara
Ciénega de Santa Clara, es una zona en la cual el dominante es un cuerpo de agua léntica, de aguas estancadas, que no presentan corriente de agua; es parte ejido Gobernador Luis Encinas Johnson (1961-1967) al suroeste de la ciudad de San Luis Río Colorado, en el municipio de San Luis Río Colorado Sonora, y a su vez del Delta del Río Colorado y también de la Reserva de la Biosfera del Alto Golfo de California y Delta del Río Colorado, en la desembocadura del Río Colorado.  
En el lugar se ha acondicionado un proyecto ecoturístico que nació a partir de 1977, con la construcción y paso por la zona del canal Welton y el arribo de turistas extranjeros cazadores. los está conformado al menos por tres elementos principales: la ciénega en sí misma, en la parte sureste está “Villa Koipal”, y un poco más hacia el este, “El Espejo de la Luna”.  

## La Ciénega
Es un humedal continental de sistema lacustre, denominado Ramsar desde el año 2001, que cuenta con una superficie de 4,200 ha, siendo el más grande del Estado de Sonora cercano al poblado Ejido Mesa Rica 2. La propiedad contiene dos formas, una parte del gobierno federal y otra es propiedad privada. El agua es limpia, sin olor, que proviene del canal Welton Mohawk y del canal Riíto Santa Clara; tiene una profundidad desde 80 cm hasta 120 en lo más profundo; su salinidad se considera oligohalina, que tiene 4,000 a 5,000 ppm y algunos componentes agroquímicos y metales pesados. Anteriormente era parte del cauce del río, pero se movió al oeste en 1973.
Cuenta con vegetación acuática enraizada emergente principalmente tule (Thypa domingensi) además, vegetación halófila (Distichlis spicata, Allenrolfea occidentalis, Salicornia virginica).
Es un lugar de diversos paisajes, en el cual se pueden practicar diversas actividades ecoturísticas, como orniturismo (observación de aves) de hasta 200 tipos diferentes de aves entre migratorias, residentes y en peligro de extinción, como patos, pelícanos, gallaretas, golondrinas, palmoteadores de Yuma, (Rallus longirostris yumanensis) cuco pico amarillo, (recomendado de octubre a abril) para lo cual se cuenta con varias estaciones para observación ellas; senderismo con una ruta de 1.5 km con 5 estaciones con información de cada lugar; paseo en canoa y pesca deportiva, entre lo que puede encontrar carpas, lisas, el pez cachorrito del desierto (Cyprinodon macularius macularius) es una especie de interés para la conservación en la Ciénega y es una especie en peligro de extinción, entre otros.
Éste último sin duda es un gran atractivo turístico para ti, que disfrutas de la naturaleza, tanto de sus paisajes como de su flora y fauna, sobre todo de las aves.
Actualmente se ha convertido en una opción de turismo ecológico, un sitio ideal para que los visitantes que disfrutan y aprecian la naturaleza y, cultivan la cultura ecológica y un lugar de paseo para los habitantes de San Luis Río Colorado Sonora, donde pueden acampar, pasear en kayaks, caminar por senderos y pasear en bicicleta.

## Villa Koipal
Villa Koipal, es un sitio con valor histórico para los cucapás porque ahí sucedió el primer encuentro entre la cultura española e indígenas cucapá, el viernes 23 de agosto de 1540, durante la expedición de Francisco de Ulloa, durante el virreinato de la Nueva España. El 25 de enero de 1605, en ese lugar fue celebrada la primer misa en estas tierras por fray Francisco Escobar que vino a cumplir la encomienda de Hernán Cortés, de combatir a los piratas.
Es un parque recreativoque incluye Camino al Mesteño y Oruke con muelle. En el lugar se encuentra un sendero de unos 5 km., un espacio de apreciación de aves migratorias, que descansan y reposan en el sitio.

## Espejo de la Luna
Es un espejo de agua dulce, que emerge del subsuelo, en el Desierto de Sonora, denominado “Espejo de Luna”, ó TT’á Jattwi como voz Hwanyak de familia Cucapá, aludiendo a su histórica laguna sagrada en Villa Koipal que en su leyenda dicen que en ese un espacio la luna puede reflejarse y "verse" a sí misma. Se encuentra localizado en los límites del Gran Desierto de Altar, a unos 75 km de San Luis Río Colorado, pasando el Valle agrícola de San Luis, rumbo al poblado Golfo de Santa Clara, ubicado en el litoral del Golfo de California, y a menos de dos kilómetros al oeste del comisariado de “Estación Doctor” ubicado al filo del tendido ferroviario, carretera estatal, -y un retén militar fijo- y a unos 20 km al sureste de la Ciénega Santa Clara. 